# الوميض
التقطيع ويسمى احياناً الوميض أو التشويش وهي حالة إدراك العين للصور الثابتة الفردية في صورة متحركة، والصور المتحركة أساسها الصور الفردية الثابتة التي تُعرض بتسلسل سريع، ولتكون صور متحركة يشترط استمرارية الصور والتسلسل بسرعة كافية ليفسر الجهاز العصبي هذا التسلسل على انه حركة مستمرة، ورغم ذلك فبعض التقنيات لا تستطيع معالجة أو حمل البيانات بالسرعة الكافية لإنتاج معدلات اطارات بما فيه الكفاية، وعلى سبيل المثال يتطلب عرض الصور المتحركة عبر الإنترنت غالبا تقليل معدل الإطارات بشكل كبير، ممَّا يُمَكِّننا من ملاحظة تلك الاهتزازات.
وفي التصوير السينمائي المعتاد تُعرض الصور بمعدل 24 إطارًا في الثانية، حيث لا يمكن للمشاهد ملاحظة الاهتزاز في غالب الاوقات، أمَّا في شاشات التلفاز فتٌعرض الصور بترددات اسرع، فسرعة تلفازPAL و SÉCAM (بحسب المعايير في أوروبا) (HDTV) بمعدل 25 أو 50 إطارًا  في الثانية، اما NTSC (بحسب المعايير في أمريكا الشمالية) بمعدل 29.97 إطارًا في الثانية، وأفلام الرسوم المتحركة تُصنع عادةً بمعدلات إطارات مخفضة (تتم عن طريق تصوير العديد من إطارات الأفلام للرسومات الفردية) وذلك لتقليل تكاليف الإنتاج مما يتيح لنا رؤية التقطيع بكل وضوح خصوصاً في الرسوم المتحركة القديمة.
ويمكن ان يٌشير الوميض إلى الألوان المتقاطعة ونمط مواريه، وتُشير الالوان المتقاطعة إلى أي محتوى نصوع عالي التردد للصورة، بالقرب من تردد الموجة الحاملة الفرعية اللونية لأنظمة التلفزيون، وتُحوّل إلى الوان بواسطة مفكك الشفرة لجهاز الاستقبال، وتُنتَج انماط التداخل من خلال اجتماع معلومات المشهد مع المسار أو حتى البكسل للمحتوى المراد تحليله أو عرضه.